# Forstbotanik
Forstbotanik er den gren af botanikken, som har specialiseret sig i viden om skoven og dens planter. Forstbotanikken er i vidt omfang en anvendt videnskab, som bygger videre på grundforskning, hentet fra andre videnskaber. Hovedsigtet er at tilføre skovbruget en viden, som kan omsættes i praktiske tiltag til gavn for skovejerne.
I den forbindelse ligger hovedvægten på skoven som økosystem, som rekreativt område og som indtægtskilde, men da det i sidste ende drejer sig om træerne, interesserer man sig også for planter, deres økologi, fysiologi, anatomi og morfologi. Desuden beskæftiger man sig med plantesygdomme, skadedyr og jordbundsforhold.